# Nadwiślanin
Nadwiślanin – czasopismo literackie i społeczno-kulturalne wydawane nieregularnie od marca 1841 do lutego 1842 roku, organ Cyganerii Warszawskiej. 
Redaktorem naczelnym był Seweryn Filleborn, a jego współpracownikami między innymi: Józef Bohdan Dziekoński, Roman Zmorski, Jan Majorkiewicz, Seweryn Zenon Sierpiński, Tytus Chałubiński, August Adam Jeske . 
„Nadwiślanin” ostro polemizował z „Biblioteką Warszawską”.